# 新教宗
《新教宗》（英語：The New Pope）是一部2020年播出的剧集，為2016年剧集《年轻教宗》的第二季，由保羅·索倫提諾創作及執導，Sky Atlantic、HBO及Canal+出品，共同參與製作的還有歐洲製片公司弗里曼特爾媒體、Wildside、Haut et Court TV及Mediapro。本劇共有9集，由裘德·洛繼續演出他在上一季的角色「教宗庇護十三世」，以及約翰·馬克維奇演出新教宗「教宗若望保祿三世」，2020年1月10日在義大利Sky Atlantic首播。

## 主要演員
- 裘德·洛 飾 教宗庇護十三世（本名連尼·貝納度），原是天主教紐約總教區主教[4]。
- 約翰·馬克維奇 飾 教宗若望保祿三世（本名約翰·布萊諾斯），影集片名的新教宗[5][6]。
- 希維歐·奧蘭多（英语：Silvio Orlando） 一人分飾兩角 
  - 安奇洛·沃耶羅樞機，身兼羅馬聖教會總司庫和國務樞機卿，最後當選下一任教宗。[3]
  - 赫南德茲樞機，在教宗选举中與沃耶羅競爭
- 西西莉·迪·法蘭斯 飾 蘇菲亞，主管教宗的行銷事務[3]
- 哈維爾·加馬拉（英语：Javier Cámara） 飾 貝納多·古提雷茲樞機，教宗的顧問[3]
- 露迪芬·莎妮 飾 艾絲特，一名瑞士近衛隊成員的前妻[3][7]
- 莫瑞吉奧·洛姆巴迪（義大利語：Maurizio Lombardi） 飾 馬力歐·阿森特樞機[3]
- Marcello Romolo 飾 教宗方濟各二世（本名湯瑪士·維格萊帝），在教宗庇護十三世昏迷時選出的第一位教宗[a]
- 馬克·伊瓦涅（英语：Mark Ivanir） 飾 鮑爾，美國駐聖座大使（英语：Ambassador of the United States to the Holy See）[8]
- 亨利·古德曼（英语：Henry Goodman） 飾 丹尼，約翰·布萊諾斯爵士的管家[3]
- 馬西莫·吉尼（英语：Massimo Ghini） 飾 史帕雷塔樞機，教宗的私人秘書[3]
- 烏力克·湯姆森（英语：Ulrich Thomsen） 飾 海爾墨・林德格醫師[3]

## 新教宗的序位表
| 教宗尊號            | 備註                 |
| ------------------- | -------------------- |
| 庇護十三世          | 陷入昏迷             |
| 方濟各二世          | 就任幾天後病逝       |
| 若望·保祿三世       | 使連尼復位,自身辭職  |
| 庇護十三世 （復位） | 在演講結束後昏迷逝世 |
| 安奇洛·沃耶羅       | 現任教宗，未知尊號   |

## 外部連結
- 官方网站 （英文）
- 互联网电影数据库（IMDb）上《新教宗》的资料（英文）